# П'ятигірська сільська рада (Здолбунівський район)
П'ятигі́рська сільська́ ра́да — колишній орган місцевого самоврядування у Здолбунівському районі Рівненської області. Адміністративний центр — село П'ятигори.

## Загальні відомості
- П'ятигірська сільська рада утворена в 1944 році.
- Територія ради: 11,78 км²
- Населення ради: 582 особи (станом на 2001 рік)
- Територією ради протікає річка Устя Спасівська.

## Населені пункти
Сільській раді підпорядковані населені пункти:
- с. П'ятигори

## Склад ради
Рада складається з 12 депутатів та голови.
- Голова ради: Нестерчук Петро Миколайович
- Секретар ради: Давидюк Галина Григорівна

### Керівний склад попередніх скликань
| Прізвище, ім'я, по батькові | Основні відомості                                                                                   | Дата обрання | Дата звільнення |
| --------------------------- | --------------------------------------------------------------------------------------------------- | ------------ | --------------- |
| Нестерчук Петро Миколайович | Сільський голова, 1956 року народження, освіта середня спеціальна, член Української Народної Партії | 26.03.2006   | 31.10.2010      |
| Нестерчук Петро Миколайович | Сільський голова, 1956 року народження, освіта середня спеціальна, член Української Народної Партії | 31.10.2010   |                 |

Примітка: таблиця складена за даними сайту Верховної Ради України

## Населення
За переписом населення України 2001 року в сільській раді мешкало 579 осіб.

### Мова
Розподіл населення за рідною мовою за даними перепису 2001 року:
| Мова       | Відсоток |
| ---------- | -------- |
| українська | 99,48 %  |
| російська  | 0,34 %   |
| молдовська | 0,17 %   |